# معامله روزانه

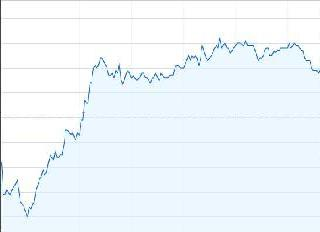
نمودار تغییرات قیمت سهام در سیسکو (CSCO) در 30 اکتبر 2006.

معامله روزانه، (به انگلیسی: Day trading) سفته‌بازی در اوراق بهادار، از طریق معاملات کوتاه مدت و سریع در طول روز، به وجهی که وقتی بازار بسته می‌شود، معامله‌ها خاتمه یابد و به اصطلاح پوزیشن بسته شود، اطلاق می‌گردد. به سرمایه‌گذاری که از روش تجارت روز کسب سود کند را، معامله‌گر روزانه می‌گویند.
معامله‌گر روزانه اغلب از خرید و فروش سهام، اختیار معامله، قرارداد آتی، ابزار مشتقه، ارز و کالای اقتصادی سود کسب می‌نماید.
دو گونه معامله گر روزانه وجود دارند: کسانی که برای بانک‌ها یا نهادهای مالی، معامله روزانه می‌کنند و کسانی که برای خود این کار را می‌کنند. بدیهی است کسانی که برای نهادهای مالی کار می‌کنند، از مزایای بی‌شماری نسبت به کسانی که برای خود کار می‌کنند، برخوردارند.
مهمترین این مزایا از این قرارند:
دسترسی مستقیم به اطلاعات  و تحلیل  و در اختیار داشتن حجم بالایی از سرمایه. معامله گر روزانه بر خلاف سرمایه‌گذار بلند مدت از نوسانات روزانه بازار سود می‌برد، برای یک معامله گر روزانه هر قدر بازار نوسانات بیشتری داشته باشد پتانسیل کسب سود افزایش می‌یابد.